# Cosmarium connatum
Cosmarium connatum là một loài Song tinh tảo trong họ Desmidiaceae, thuộc chi Cosmarium.